# 齿孔醇
齿孔醇（英語：Eburicol，又叫钝叶二烯醇，Obtusifoldienol，或24-亚甲基-24,25-二氢羊毛甾醇，24-Methylene-24,25-dihydrolanosterol）是化学式为C31H52O的天然真菌甾醇，可被酵母的细胞色素P450甾醇14α-去甲基酶ERG11脱甲基化。